# أدريان هابارد
أدريان هابارد (بالإنجليزية: Adrian Hubbard)‏ هو لاعب كرة قدم أمريكية ولاعب كرة قدم كندية أمريكي، ولد في 27 فبراير 1992 في واشنطن العاصمة في الولايات المتحدة.